# Thérèse Saint-Julien
Thérèse Saint-Julien, née le 9 décembre 1941 à Sames (Basses-Pyrénées) et morte le 24 novembre 2021 à Bourg-la-Reine, est une géographe française, spécialiste des villes et des dynamiques territoriales.

## Biographie
Thérèse Saint-Julien naît à Sames en 1941. Professeure agrégée au lycée Jean Dautet de La Rochelle, elle y enseigne de 1966 à 1969. Assistante en géographie à l'université Panthéon-Sorbonne de 1969 à 1973, elle soutient sa thèse d'État sur la diffusion spatiale des entreprises dans l’ouest de la France en 1980. Maîtresse de conférence de 1973 à 1985 puis professeure de géographie dans ce même établissement jusqu'à sa retraite, elle est décrite comme exigeante et bienveillante. Thérèse Saint-Julien participe à la formation en géographie de plusieurs générations de géographes,.

### Responsabilités académiques
Thérèse Saint-Julien occupe plusieurs fonctions de direction, dont la fondation en 1984 avec Denise Pumain et Violette Rey et la direction adjointe de 2001 à 2006 du laboratoire Géographie-cités, ou celle du groupe de recherche Libergéo de 2000 à 2002.
Membre du conseil d’Administration de l’IRD, du conseil d’administration et du conseil Scientifique de l’IGN et du Conseil Scientifique de la Maison des Sciences de l’Homme, elle est également directrice-adjointe du département des Sciences de l’Homme et de la Société du CNRS (1991 -1994) et fait partie des comités de rédaction de L'Espace géographique et de L'Information géographique.
Elle est aussi membre du jury du prix Vautrin Lud,.

## Recherches
Ses recherches, réalisées en grande partie avec Denise Pumain mais aussi avec Violette Rey, portent principalement sur la géographie des villes et des métropoles dont elle fait les comparaisons en Europe,. Elle s'intéresse aux systèmes de villes et à l'espace résidentiel. Ses recherches portent sur l'aménagement du territoire, en particulier à l’échelle de la France et de l’Europe. L'analyse spatiale constitue l’un de ses outils de prédilection.
Ses travaux sont ensuite consacrés à l’émergence de structures territoriales polycentriques à l’échelon européen. Ils étudient également les recompositions des territoires métropolitains. Thérèse Saint-Julien s’est ainsi intéressée d’une part, à la division sociale des espaces résidentiels, cela à plusieurs échelles, et d’autre part, aux processus de réorganisation fonctionnelle des espaces métropolitains, en lien avec une spécialisation accrue des centres. Paris, l'île-de-France et le bassin parisien sont ses terrains privilégiés.

### L'Atlas de France
Elle poursuit le travail de coordination de l’Atlas de France de Roger Brunet. De par sa formation, elle met l'accent sur la qualité de l'analyse des données et la sémiologie graphique.

## Récompenses et distinctions
- Médaille de bronze du CNRS en 1984[18] ;
- Prix de la DATAR[5].

## Décoration
- Chevalier de l'ordre national du Mérite en 1998[19]

## Publications

### Principaux ouvrages
- Thérèse Saint-Julien et Denise Pumain, Analyse spatiale. [1], Les localisations, Armand Colin, dl 2010, cop. 2014 (ISBN 978-2-200-25462-9 et 2-200-25462-8, OCLC 708355750, lire en ligne)
- Thérèse Saint-Julien et Denise Pumain, Analyse spatiale. [2], Les interactions, A. Colin, dl 2010 (ISBN 978-2-200-25461-2 et 2-200-25461-X, OCLC 708355834, lire en ligne)
- Serge Wachter et Thérèse Saint-Julien, Dictionnaire de l'aménagement du territoire : état des lieux et prospective, Belin, 2009 (ISBN 978-2-7011-4820-5 et 2-7011-4820-0, OCLC 458764674, lire en ligne)
- Thérèse Saint-Julien et Renaud Le Goix, La métropole parisienne : centralités, inégalités, proximités, Belin, 2007 (ISBN 978-2-7011-4486-3 et 2-7011-4486-8, OCLC 213053399, lire en ligne)
- Violette Rey, Thérèse Saint-Julien et Emmanuelle Boulineau, Territoires d'Europe : la différence en partage, ENS éditions, 2005 (ISBN 2847880739, OCLC 609201336, lire en ligne)
- Thérèse Saint-Julien, Eugénie Dumas et Hélène Mathian, Les interactions spatiales : flux et changements dans l'espace géographique, Armand Colin, 2001 (ISBN 2-200-26146-2 et 978-2-200-26146-7, OCLC 46599626, lire en ligne)
- Nadine Cattan, Denise Pumain, Céline Rozenblat et Thérèse Saint-Julien, Le Système des villes européennes, Anthropos, 1999 (ISBN 2-7178-3898-8 et 978-2-7178-3898-5, OCLC 43316648, lire en ligne)
- Robert Ferras, Denise Pumain, Thérèse Saint-Julien (dir.), France, Europe du sud, Belin-Reclus, coll. « Géographie universelle », janvier 1999, 480 p. (ISBN 270111666X, EAN 978-2701116662)
- Roger Brunet, Franck Auriac, Jean-Claude Wieber et Thérèse Saint-Julien, Atlas de France. Volume 1-10, GIP RECLUS (ISBN 2-11-003801-2 et 978-2-11-003801-2, OCLC 37725149, lire en ligne)
- Lena Sanders et Thérèse Saint-Julien, Villes et auto-organisation., Economica, 1989 (ISBN 2-7178-1635-6 et 978-2-7178-1635-8, OCLC 301133252, lire en ligne)
- Denise Pumain et Thérèse Saint-Julien, « Atlas des villes de France », Gip Reclus, 1989 (ISBN 2-11-002189-6, consulté le 26 novembre 2021)
- Thérèse Saint-Julien, Croissance industrielle et systeme urbain., Économica, 1982 : (ISBN 2-7178-0472-2 et 978-2-7178-0472-0, OCLC 299375610, lire en ligne)
- Thérèse Saint-Julien et Denise Pumain, Les dimensions du changement urbain : évolution des structures socio-économiques du système urbain français de 1954 à 1975, Centre national de la recherche scientifique, 1978 (ISBN 2-222-02333-5 et 978-2-222-02333-3, OCLC 5618010, lire en ligne)

### Principaux articles
- Nadine Cattan et Thérèse Saint-Julien, « Modèles d'intégration spatiale et réseau des villes en Europe occidentale », L'Espace géographique, vol. 27, no 1,‎ 1998, p. 1–10 (ISSN 0046-2497, lire en ligne, consulté le 26 novembre 2021)
- Jean-Pierre Le Gléau, Denise Pumain et Thérèse Saint-Julien, « Villes d'Europe : à chaque pays sa définition », Economie et Statistique, vol. 294, no 1,‎ 1996, p. 9–23 (DOI 10.3406/estat.1996.6079, lire en ligne, consulté le 26 novembre 2021)
- Denise Pumain et Thérèse Saint-Julien, « Fonctions et hiérarchies des villes françaises: Etude du contenu des classifications réalisées en France entre 1960 et 1974 », Annales de Géographie, vol. 85, no 470,‎ 1976, p. 385–440 (ISSN 0003-4010, lire en ligne, consulté le 26 novembre 2021)